# Mairéad Farrell
Mairéad Farrell (* 3. März 1957 in Belfast; † 6. März 1988 in Gibraltar) war ein nordirisches Mitglied der Irish Republican Army (IRA). Sie wurde im März 1988 in Gibraltar von einem Mitglied der britischen Spezialeinheit Special Air Service (SAS) ermordet.

## IRA-Aktivität
Mairéad Farrells Großvater kämpfte im Irischen Unabhängigkeitskrieg in den 1920er Jahren auf Seiten der IRA.
Etwa 1975 schloss sich Farrell der IRA an und wurde 1976 durch die Royal Ulster Constabulary erstmals festgenommen. Ein Kämpfer aus Farrells IRA-Einheit – Sean McDermott – wurde bei seiner Festnahme erschossen. Im anschließenden Prozess verweigerte sie die Anerkennung eines britischen Gerichts in Irland, wurde zu 14 Jahren Gefängnis verurteilt und im Frauengefängnis Armagh inhaftiert.

## Der Fall Gibraltar-Three
Nach ihrer Entlassung 1986 schloss sie sich wieder der IRA an. Sie wurde gemeinsam mit den IRA-Mitgliedern Seán Savage und Daniel McCann in das unter der Souveränität des Vereinigten Königreiches stehende Gibraltar entsandt, um dort einen Anschlag auf britische Militäreinrichtungen zu verüben.
Der britische Geheimdienst überwachte die Terroristen und entsandte ein Kommando der Spezialeinheit Special Air Service, um den Anschlag zu vereiteln. McCann, Savage und Farrell wurden am 6. März 1988 von Soldaten des SAS in der Operation Flavius von hinten erschossen. Die drei Personen waren unbewaffnet. Dabei wurde Farrell von acht Kugeln getroffen. In einem späteren Verfahren vor dem Europäischen Gerichtshof für Menschenrechte stellte das Gericht 1995 fest, dass es sich bei dem Zugriff der SAS um einen Verstoß gegen die Europäische Menschenrechtskonvention gehandelt habe. Der Gerichtshof hielt aber auch fest, dass sich die drei IRA-Aktivisten in einem geplanten Terrorakt engagiert hatten.
Mairéad Farrell wurden zehn Tage nach ihrem Tod auf dem Milltown-Friedhof im Westen von Belfast beigesetzt. Bei dieser Beisetzung schoss der Loyalist Michael Stone in die Trauergemeinde und warf Handgranaten; dabei wurden drei Personen getötet und 60 verletzt.
Mairéads Bruder Niall Farrell ist Gründungsmitglied der „Galway Alliance Against War“ und engagiert sich seit vielen Jahren in der irischen Friedensbewegung.